# Riitasaaret (ö i Norra Savolax)
Riitasaaret är en ö i Finland. Den ligger i sjön Immolanjärvi och i kommunen Varkaus i den ekonomiska regionen  Varkaus ekonomiska region  och landskapet Norra Savolax, i den sydöstra delen av landet, 280 km nordost om huvudstaden Helsingfors. Öns area är 1 hektar och dess största längd är 170 meter i öst-västlig riktning.  Notera att namnet antyder att det är fråga om flera öar.